# حمام عزوز
كانت الحمامات العامة قديما مكانا للنظافة والتطهر، ومقصدا لراغبي الجمال والزينة، كما كانت وسيلة للاستشفاء من بعض الأمراض كالتهاب المفاصل والروماتيزم، وعلى الجانب الاجتماعي كانت الحمامات بمثابة منتدى وملتقى اجتماعي للأصدقاء، وأحيانا مكانا لتصفية الخلافات أو عقد الصفقات، وبالنسبة للنساء كانت زيارة الحمام متنفسًا للترويح عن أنفسهن وقضاء وقت ممتع مع الصديقات فيستعرضن حليهن وزينتهن.

## تاريخ انشاءه ومنشؤه
يعتبر من أهم الحمامات التاريخية في مصر ورشيد، «حمام عزوز»، الذي يرجع تاريخ إنشاءه إلى القرن 17 الميلادي، ومنشؤه عبد الرحمن بن الحاج حجازي الشهير بابن جامع، وجعله وقفا خيريا على جامع زغلول، واشتهر باسم «عزوز» نسبة إلى مواطن من سكان رشيد تملكه في فترة الخمسينات من القرن العشرين عندما صدر فرمان الملك فاروق الأول بجعله أملاك أميرية، وفي عام 1982 انضم الحمام إلى ملكية هيئة الآثار ليظل بعدها في حالة سيئة.

## الوصف المعماري
صمم الحمام على شكل مستطيل يمتد من الشرق حيث يشرف على فرع النيل ومن الغرب حيث حارة الحدادين، وفي شماله شارع الحجر وفي الجنوب منور وجار.
الواجهة الشمالية هي الرئيسية وتبدأ من الشرق بإسطبل المواشي التي تدير ساقية المياه، ثم المتين الخاص بالحيوانات التي تدير الساقية ثم نافذة مستطيلة تطل على الإيوان الشمالي يليها نافذتين ثم مدخل الحمام الرئيسي وهو في منتصفها يليه مدخل ثانٍ يؤدى إلى السطح ثم مدخل ثالث يفضي إلى الوقادة وفرن التسخين.
وجميع النوافذ في هذه الواجهة مستطيلة وعليها مصبعات حديدية من الخارج وخشب الخرط الصهريجي المائل من الداخل والجدران سميكة كعادة عمائر رشيد، في الطابق العلوي واجهة حجرات النوم الخاصة بصاحب الحمام، وبها نوافذ من خشب الخرط الضيق وعليها من الداخل الجرارات الخشبية لغلقها في فصل الشتاء.
والواجهة الغربية مصمتة جميعها لأنها تحجب الوقادة والمغاطس، أما الواجهة الشرقية فهي مصمتة كذلك ومن طابق واحد لأنها تخص الساقية والإسطبل، والواجهة الجنوبية مشتركة مع جار وبها منور سماوي للمراحيض.

## رحلة داخل الحمام
الحمام من الداخل: يتألف الحمام من ثلاثة أجزاء، الجزء الأول يسمى المسلخ وهو الجزء البارد ويتكون من غرفة مستطيلة يغطيها سقف خشبي وتتوسطها فسقية رخامية يحيط بها أربعة أواوين يجلس في صدر الحمام المعلم مستأجر الحمام على دكة خشبية، ويطلق عليه الناس الحمامي وكانت مهمته المحافظة على الآداب العامة، والاحتشام ومنع الأشخاص الحاملين للأمراض المعدية من الدخول.
تبدأ رحلة الاستمتاع بالحمام الساخن عند دخول المستحم إلى المسلخ فيخلع ثيابه ويحفظها عند الوقاف ثم يعطيه اللونجي قبقاب خشبي وخمس فوط يلف بها جسده ورأسه قبل أن ينتقل إلى الجزء الثاني من الحمام الذي يطلق عليه البيت الدافئ.
يتم الدخول إلى البيت الدافئ عن طريق فتحه بالجدار الغربي للمسلخ، وهو يتكون من جزئين: الجزء الأول قاعة تسقفها قبة ضحلة يحيطها إيوانين، أما الجزء الثاني فعبارة عن قاعة دافئة تتكون من إيوان واحد، وتتم عملية التدليك والتزيين ووضع الحنة في هذا الجزء من الحمام، حيث يقوم المكيساتي بتدليك جسد المستحم بكيس صوفي صغير خشن، ويعرض المزين خدماته على الراغبين في الحلاقة.
ثم ينتقل المستحم إلى الجزء الثالث من الحمام الذي يسمى البيت الساخن وهو يضم حجرات الاستحمام ويتكون من أربعة أواوين تضم أربعة أحواض ومغطسين ممتلئين بالمياه الساخنة، يتوسط البيت الساخن فسقية رخامية مثمنة الشكل تضم حوض رخامي، ويتم توفير المياه للحمام عن طريق ساقية ترفع الماء إلى حجرة التسخين المزودة بإناء كبير ويقوم الوقاد باستخدام سعف النخيل لإبقاء النيران مشتعلة، ويتم توزيع الماء على الحجرات المختلفة للحمام من خلال مواسير فخارية.

## الوضع الحالي
يعد حمام عزوز أثر فريد من نوعه برشيد وهو الحمام الوحيد الباقي بالمدينة، وهو مغلق منذ سنوات لحالته السيئة، إلا أنه أدرج ضمن خطة الترميم التي وضعتها وزارة الآثار لتحويل مدينة رشيد إلى متحف مفتوح، ووضعها على خريطة السياحة العالمية خلال 3 سنوات بتكليف من الرئيس عبد الفتاح السيسي".